# Batalla de Bocachica
La Batalla de Bocachica (o Boca Chica) fue un enfrentamiento militar librado entre las fuerzas de la Segunda República de Venezuela y el Imperio español en el marco de la guerra de independencia de Venezuela. Ocurrió el 31 de marzo de 1814, cerca de San Mateo, en el actual Aragua, donde las fuerzas patriotas al mando del general en jefe Santiago Mariño enfrentaron a las realistas del teniente coronel José Tomás Boves, desde la mañana hasta el final de la tarde, cuando la fatiga les hizo retirarse; Mariño hacia La Victoria y Boves hacia Valencia.

## Antecedentes

### Situación previa
El «Estado de Venezuela» o «Confederación Americana de Venezuela» estaba dividido en dos estados: el de Centro-Occidente, compuesto por las provincias de Caracas, Barinas, Mérida y Trujillo con Simón Bolívar como Jefe Supremo; y el de Oriente, formado por las de Barcelona, Cumaná, Margarita y Guayana con Santiago Mariño como su contraparte, aunque en la práctica sólo las tres primeras estaban bajo poder patriota. Para enfrentar la guerra, Bolívar había asumido poderes dictatoriales y «queda reconocido popularmente dictador, por el tiempo que baste a afirmar la libertad de la patria». Mariño deseaba crear un estado propio en sus dominios, pero Bolívar quería unificar todo el país bajo su mando, contando con apoyo neogranadino para su propósito.
Gracias a sus dotes militares y carisma, Mariño había establecido su sede de gobierno en Cumaná y se había proclamado «Libertador y dictador de Oriente», siguiendo el ejemplo de su contraparte, y reconociendo a Bolívar como «Libertador de Occidente». Se negaba a unir fuerzas a pesar de las urgencias militares y primero deseaba discutir la estructura política que tendría Venezuela. Como señala Baralt, el «Jefe Supremo de Oriente» contaba con un buen ejército y no deseaba ser menos que su competidor, priorizando que su autoridad fuera reconocida por Bolívar a destruir a los realistas. Debe entenderse que había un choque de ego entre ambos caudillos, pero también un choque de intereses. Bolívar, miembro de las élites criollas de Caracas, deseaba establecer un gobierno único para todo el país, pero Mariño, parte de los ricos propietarios de Oriente, veía en toda solicitud de ayuda un ardid para subyugarlo. En palabras del historiador peruano Roberto Barletta Villarán: «Para Bolívar, Mariño estaba formando una nación distinta cuando su objetivo era formar una sola integrando a toda Nueva Granada. Para Mariño, Bolívar estaba formando una nación solo para sí». Como señala en varias partes de una carta que escribió a Mariño, Bolívar consideraba que lo más importante era formar un gobierno unificado que coordinara sus ejércitos y para eso debían reunir una Asamblea general lo antes posible:

Permítame V.E. responder con la franqueza militar que debo usar con V.E., que no me parece propio retardar el establecimiento de un centro del poder para todas las provincias de Venezuela. Me parece sí a propósito que haya dos departamentos militares de Oriente y de Occidente, al cargo de los jefes actuales, o de aquellos que elija el Gobierno Supremo de Venezuela, o sea, el Presidente de los Estados. Las provincias deben ya elegir sus representantes para la Asamblea general, a la cual toca el nombramiento de este Presidente que ha de tener el mando supremo, tanto para las provincias del Oeste como del Este. Yo reitero de nuevo mis proposiciones, que me serán sagradas, de no conservar autoridad ninguna, aun aquella que me confieren los pueblos, y mucho menos la de Jefe Supremo del Estado. 
 (...) Pero esta nación debe presentarse al mundo dignamente sometida a un gobierno central para que la represente para con los demás poderosos pueblos del mundo. Si constituimos dos poderes independientes, uno en el Oriente y otro en el Occidente, hacemos dos naciones distintas, que por su impotencia en sostener su representación de tales, y mucho más de figurar entre las otras, aparecerán ridículas. Apenas Venezuela unidad con la Nueva Granada podría formar una nación, que inspire a las otras la decorosa consideración que le es debida. ¿Y podremos pretender dividirla en dos? (...) 
Si unimos todo en una misma masa de nación, al paso que extinguimos el fomento de los disturbios, consolidamos más nuestras fuerzas y facilitamos la mutua cooperación de los pueblos a sostener su causa natural. Divididos, seremos más débiles, menos respetados de los enemigos y neutrales. La unión bajo un solo Gobierno Supremo hará nuestra fuerza y nos hará formidables a todos. 
 Comunicación de Simón Bolívar a Santiago Mariño, Valencia, 16 de diciembre de 1813.

Mientras la «Provincias de Guayana y Maracaibo» y la «Comarca de Coro» seguían fieles a la Corona española, el capitán general Juan Manuel Cagigal y Mac Swing se había retirado a Guayana y los llaneros se alzaban a las órdenes de Boves.

### Campaña

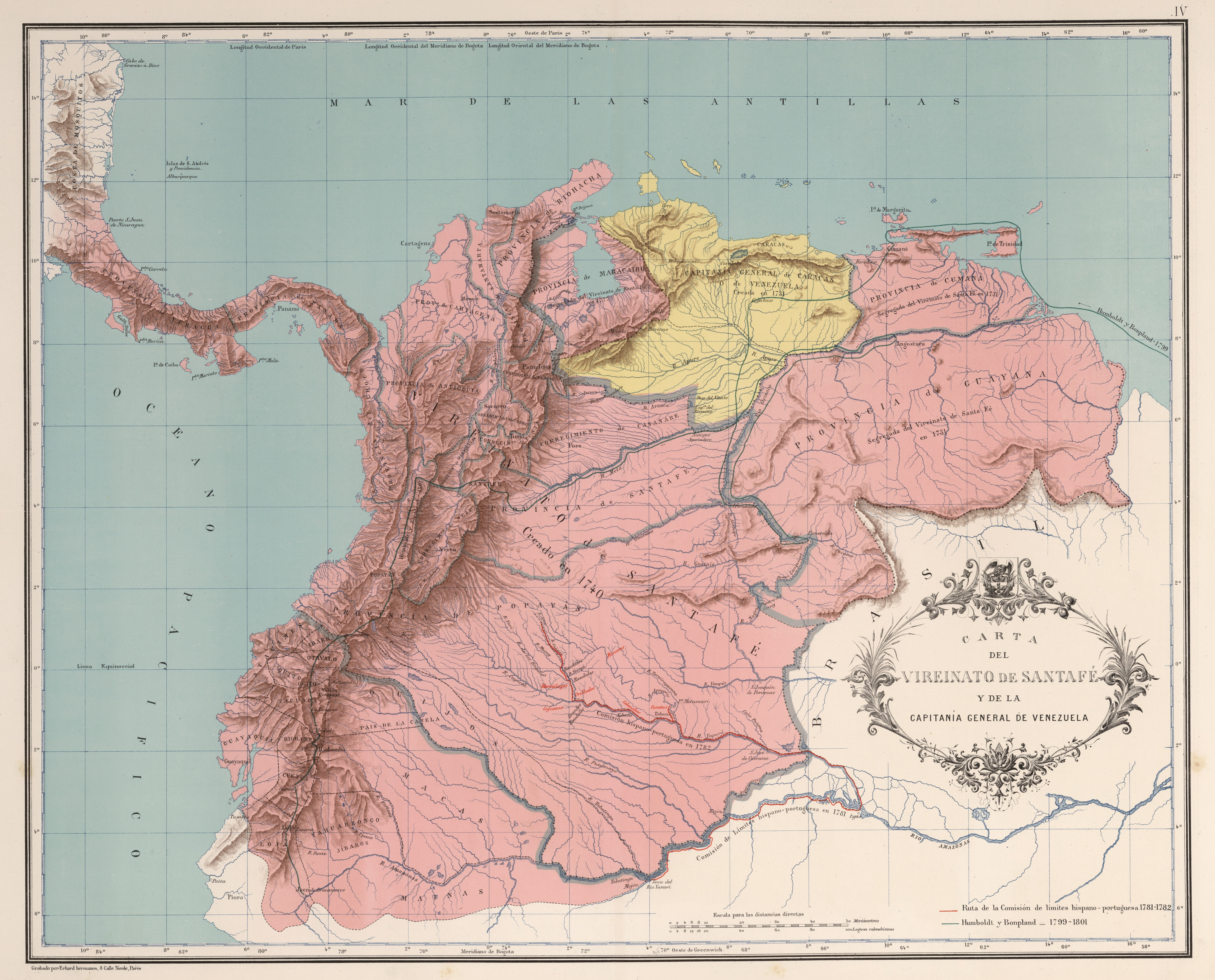
Mapa de la Capitanía General de Venezuela y el Virreinato de Nueva Granada en 1810. En amarillo la provincia de Caracas.

Finalmente, a mediados de enero Mariño marcha al oeste desde Aragua de Barcelona con un gran ejército a auxiliar a sus aliados. Su hueste era principalmente caballería y pasó los siguientes dos meses limpiando de guerrillas monárquicas la provincia de Caracas, dividiendo su ejército en columnas que marcharon de forma independiente. Envió a Valdés y Arrioja hacia Tucupido y el río Orinoco. Arrioja siguió hasta Cabruta, luego a Tucupido, Agua Negra y Orituco para asegurar la retaguardia y flancos del ejército oriental.
Por aquel entonces, José Tomás Boves sitiaba en San Mateo a Bolívar y el coronel José Ceballos y el teniente coronel Sebastián de La Calzada al general de brigada patriota Rafael Urdaneta en Valencia. Justo apareció Mariño como una especie de especie de salvación, la unión de los ejércitos occidental y oriental era «considerada por Bolívar como base insustituible de toda estrategia capaz de dominar la reacción española». El caraqueño sabía que la caballería llanera era infinitamente superior a la que tenía, necesitaba de la numerosa y hábil caballería oriental cambiara eso. Mariño había reclutado a la mayoría de sus jinetes en los Llanos orientales, adaptándose para un nuevo tipo de guerra en que importaban más las cargas de caballería que movimientos de infantería, ya practicado por los realistas.
El 20 de marzo, el general división occidental José Félix Ribas venció en Ocumare del Tuy al capitán realista Francisco Rosete usando una columna de 900 soldados. Su tropa incluía defensores de San Mateo, muchos estudiantes del Colegio Seminarista y el escuadrón de Montilla, que era su núcleo. Tenía su infantería al mando del coronel Leandro Palacios, su caballería del comandante José María Jiménez y como jefe de su Estado Mayor al teniente coronel Mariano Montilla. Al comenzar la lucha, el jefe monárquico tenía unos 3000 hombres a su mando. Después de la victoria, Palacios y Montilla fueron encargados de perseguir a los fugitivos dispersos.
Entre tanto, en San Casimiro de Guiripa Bermúdez se enteró de que Rosete había sido vencido y salió a cazarlo. El 22 de marzo, avistaron a los orientales en la zona de Los Pilones. Era la vanguardia al mando del coronel Bermúdez, que combatió por nueve horas a Rosete, debiendo solicitar ayuda a Mariño. Durante la noche orientales y occidentales lograron establecer comunicaciones. Al día siguiente, apareció Mariño con refuerzos y horas más tarde llegaron sus aliados occidentales. Entre las 8:00 y 9:00 horas, entre abrazos y felicitaciones se unen ambas fuerzas y Mariño decide reunir todo el ejército unido en Camatagua. Los realistas se retiran y luego se disuelven, permitiendo a Mariño reestructurar sus mandos, poniendo a su vanguardia a las órdenes de Palacios y nombrando a Montilla jefe de su Estado Mayor General. Después decide avanzar contra Villa de Cura, cuartel general de Boves: «solo restaba la destrucción de Boves para obtener la total tranquilidad de la Provincia de Caracas».

## Fuerzas enfrentadas

### Patriotas
Respecto de los patriotas, el ejército de Mariño era principalmente de caballería e incluía 4 cañones de campaña y se organizaba en columnas a cargo de los coroneles José Francisco Bermúdez (centro), Manuel Valdés (derecha), Agustín Arrioja (izquierda) y el teniente coronel Manuel Izaba (reserva), además de media brigada de artillería con 4 piezas de campaña a cargo del oficial español Antonio Tanago.
El coronel patriota José de Austria informa que Mariño habría iniciado la campaña con 4300 hombres organizados en cuatro columnas: derecha (a cargo del coronel Manuel Valdés), centro (coronel José Francisco Bermúdez y teniente coronel Manuel Lobatón), izquierda (coronel Agustín Arrioja y teniente coronel Casimiro Isaba) y reserva (teniente coronel Manuel Isaba), con la artillería servida al mando del teniente coronel Antonio Freites. Finalmente, agrega que la tropa de Palacios incluía 400 fusileros escogidos. Respecto al día de la batalla, cree que los patriotas sumaban alrededor de 4000 plazas.
| Fuerzas de Mariño (al salir de Aragua de Barcelona según el coronel De Austria) |         |        |           |         |             |
| Unidad                                                                          | Derecha | Centro | Izquierda | Reserva | Total       |
| Infantería                                                                      | 600     | 700    | 600       | 600     | 2500 plazas |
| Jinetes                                                                         | 300     | 450    | 450       | 300     | 1500 plazas |
| Escuadrones                                                                     | 2       | 3      | 3         | 2       | 10 unidades |
| Artillería                                                                      | 1       | 1      | 0         | 2       | 4 cañones   |

El historiador chileno Francisco Rivas Vicuña sostenía que los patriotas eran 3500 orientales a los que se sumaron 500 occidentales mandados por Montilla. El argentino Bartolomé Mitre contabiliza en 3500 los orientales que seguían a Mariño. El colombiano José Manuel Restrepo sostiene que Mariño, gracias al aporte de los occidentales, aumentó sus fuerzas a 4000 combatientes. El historiador Rafael María Baralt coincide en esos números. José Félix Blanco, otro historiador venezolano, concuerda en que el ejército oriental sumaba 500 hombres con 4 cañones al llegar al centro del país. El cronista venezolano y partidario de la monarquía española, José Domingo Díaz, cree que Mariño había traído con él 4000 «sediciosos de las provincias de Cumaná y Barcelona que se habían reunido». El también realista Mariano Torrente repite sus números y palabras. El historiador chileno Francisco Antonio Encina cree que eran 4000, incluyendo a occidentales y orientales. En cambio, Vicente Lecuna argumenta que las tres columnas se componían de 1000 efectivos cada una y la reserva de 400. La infantería había sido reclutada en Cumaná y Barcelona y la caballería en Maturín y la Villa de Santa Ana.
Algo diferente es la estimación del historiador venezolano Jesús Lapenta. Según él, Mariño llegó con 2500 hombres desde el Oriente venezolano a los que se sumaron los batallones Barlovento (500 plazas) y Valencia (250). También señala que la reserva se componía de indios guaiqueríes y chaimas armados con macanas, arcos y flechas. Estas tribus ya habían luchado por la independencia.
El mismo Mariño indica en un manifiesto del año anterior, que era capaz de agrupar cuatro o cinco mil hombres en sus campañas: «Asegurado el Gobierno en la Provincia de Cumaná, me preparaba a marchar con cuatro o cinco mil hombres hacia Caracas...». En una carta de Bolívar, se creía que Mariño venía a ayudarlo a luchar en los Llanos con 3000 hombres: «solicité los auxilios del Oriente; y el General Mariño, a la cabeza de tres mil hombres, marcha sobre Calabozo». El historiador francés Clément Thibaud señala que las tropas orientales bien podían sumar entre 3500 y 4500 plazas. La mayoría eran jinetes de los Llanos orientales, lo que se adaptaba mejor al tipo de guerra que los monárquicos estaban librando en el país, donde valían más cargas de caballería en masa que movimientos de infantería. Mariño contaba con los batallones Cumaná, Barcelona y Maturín. Los nombres de los batallones no son por azar. Corresponden a sus urbes de origen de sus soldados cuyo honor estas unidades defendían. En esa época la gente tenía una identidad más vinculada a su origen geográfico o étnico que a una naciente nacionalidad.

### Realistas
Sus fuerzas estaban equiparadas con las de sus enemigos y en ambos bandos predominaba la caballería. En un informe del coronel republicano Vicente Campo Elías, a inicios de año Boves llegaba a los valles centrales con 800 a 1000 infantes y 2000 jinetes. El mismo día que partió de Calabozo a Villa de Cura para enfrentar a Campo Elías, el 1 de febrero, el mismo Boves afirma que disponía de 3300 hombres, incluyendo 600 fusileros. Este documento es usado por Restrepo y Lecuna para descartar toda cifra superior dada por otros autores respecto del ejército llanero. Lo cierto es que no era el único caudillo.
Sin embargo, un mes después, el caudillo llanero afirmaba disponer de «mi Exercito Victorioso compuesto de 2000 balientes fusileros, de igual numero de robustos Lanceros, y 3000 de cavalleria descanzada y acostumbrada allevarlo todo pr delante». En efecto, el capitán general Juan Manuel Cagigal y Mac Swing también reconocía que el caudillo mandaba unos 7000 hombres poco antes de Carabobo. El sacerdote, militar e historiador Blanco en su Bosquejo histórico de la Revolución de Venezuela afirma que a inicios de año Boves había concentrado en Calabozo una fuerza de 5000 a 6000 jinetes y 1000 fusileros, unos 7000 hombres, incluyendo 1000 cazadores selectos, pero sin contar los de Rosete. Debido a esto, el político venezolano Felipe Larrazábal sostiene que Boves mandaba 7000 hombres, principalmente caballería, a finales de febrero. Baralt decía que tenía 7000 llaneros a finales de enero en Calabozo. Basado en aquellos datos, Encina considera que durante su mes de convalecencia por la herida sufrida al vencer a Campo Elías, se retiró a Villa de Cura, donde gracias al parque capturado y los llaneros que se le unían (800 traídos por el capitán Antonio Toro, 300 por Matías Castro y 400 por Esteban Yanes, este último un reclutador de los patriotas que cambió de bando): «En menos de un mes, su ejército se elevó a 7000 hombres: 2000 infantes armados de fusiles y 1100 sólo con lanza; y 3700 de caballería». Sin embargo, para el día de la batalla en Bocachica se habrían reducido a 4000. Lecuna, en su obra de 1924 Documentos referentes a la creación de Bolivia afirmaba que en San Mateo el ejército Boves padeció 2000 muertos y heridos y casi tantos dispersos, quedando reducido a 4500 cuando enfrentó a Mariño, sin embargo, en una obra posterior, Bolívar y el arte militar de 1955, reduce las pérdidas monárquicas en San Mateo a 800 o 1000 muertos y heridos.
El número de combatientes de la hueste bovista disminuía o aumentaba por momentos, dependiendo de factores como el reparto del botín. Como dice un testimonio de la época, «siempre les repetía [a sus soldados] que los bienes de estos [los blancos] eran de los Pardos».
El historiador militar y coronel venezolano Tomás Pérez Tenreiro afirma que Boves contaba con unos 3000 jinetes llaneros armados con lanzas. Baralt agrega que su infantería ligera era más numerosa que la contraria, unos 800 hombres. De Austria y Blanco coinciden con el anterior sobre el número de cazadores, totalizando la fuerza de Boves en 4000 combatientes, quedando equiparados a sus enemigos en número. El historiador Acisclo Valdivieso Montaño los reduce a 3000. Lapenta los estima en 3000 jinetes y 1000 infantes. El geógrafo militar colombiano Francisco Javier Vergara y Velasco repite estas cifras, pero se refiere al contingente que mandaba Boves el 25 de marzo, cuando atacó San Mateo por última vez.

## Batalla
El 25 de marzo, Boves, entendiendo el riesgo que representaba Mariño, abandonó el asedio de San Mateo y salió a enfrentarlo. Había permanecido dos días en unas alturas cercanas a San Mateo antes de salir a buscar a su enemigo. El general oriental decide avanzaba hacia San Juan de los Morros, pero al enterarse de la proximidad de Boves opta por tomar posiciones defensivas en Bocachica. Se sabe que tuvo que escoger entre La Puerta y Bocachica para dar batalla, pero después de escuchar el testimonio del comandante Manuel Manrique sobre la derrota del coronel Vicente Campo Elías en el primer sitio, decidió por el segundo. Por el contrario, Boves había marchado esperando luchar en La Puerta, terreno que conocía y donde sabía cómo hacer maniobras. El centro del dispositivo oriental quedó a cargó del coronel Palacios, el ala derecha del coronel Bermúdez y la izquierda bajo las órdenes de Mariño en persona.
El 31 de marzo, Mariño envió a Montilla con una pequeña fuerza de dos destacamentos de cazadores y un escuadrón de caballería en formación de línea a reconocer el terreno en busca del enemigo por el camino a Villa de Cura. Entre las 9:00 y 10:00 horas hizo contacto con Boves, quien avanzaba en columna hacia los republicanos. Siguiendo sus órdenes, Montilla empezó a replegarse mientras abría fuego, consiguieron hacerlo en orden hasta una posición ventajosa donde se hicieron fuertes a eso de las 11:00. Los realistas intentaron cercarlos atacando sus alas, pero entonces llegó el batallón Barlovento al mando del mayor José Antonio Anzoátegui, gracias al cual consiguieron rechazar tres ataques monárquicos, causando graves pérdidas al enemigo. En esos momentos el coronel Bermúdez desalojo a la izquierda de Boves de la posición donde estaba usando una columna y una pieza de artillería, haciéndola huir en desorden y el coronel Palacios llegó con el batallón Valencia a reforzar a Montilla y Anzoátegui. Boves debió retirarse para organizar un nuevo asalto.
Viendo que era imposible romper el centro y la derecha de la línea patriota, Boves decidió atacar su ala izquierda pero Mariño había previsto su movimiento, el único camino posible debido a lo escarpado del terreno estaba cubierto con 200 infantes y un cañón a cargo de Tanago rechazo a la caballería llanera y le obligó a huir en desorden. Entonces Mariño ordenó al mayor general Valdés cargar con la izquierda y la reserva sobre el centro realista en columna cerrada; por la falta de municiones los llaneros resistieron con sus bayonetas hasta que decidieron retirarse. Las últimas horas de combate apenas hubo fuego de fusilería de los monárquicos, pero siguieron luchando animados por su caudillo. Para ese entonces, a los republicanos sólo le quedaban tres a cuatro tiros en las cartucheras a cada soldado.
A las 17:00 Boves se quedó sin municiones y canceló sus ataques. Una hora después ordenó la retirada hacia la Villa de Cura dejando algunos escuadrones para protegerse. De allí los realistas siguieron a Valencia por Güigüe, perseguidos de cerca por la columna de infantería y caballería del coronel Montilla. Por su parte, el general Mariño se retiró por los cerros Pao y Zárate, en dirección de La Victoria. El oriental decidió no perseguir más a Boves por falta de municiones, el historiador Vicente Lecuna usaría esto para probar su menor capacidad militar frente a Bolívar, que si persiguió al llanero después de San Mateo aun estando arruinadas sus fuerzas; pero el historiador no menciona sobre Mariño que sus caballos estaban agotados. Valdés, Bermúdez y Montilla insistieron en que se persiguiera al enemigo con todo el ejército, pero el general oriental decidió ser prudente.

## Consecuencias

### Bajas
El colombiano Tomás Cipriano de Mosquera, en sus Memorias afirma que los realistas sufrieron 500 muertos o heridos, mientras que las bajas patriotas no bajaron de 200. En cambio, el historiador venezolano Nicolás González Chávez reduce las pérdidas de los vencedores a apenas 80, la mayoría orientales, dato que parece basarse en De Austria. Las bajas de los perdedores se desconocen porque Boves tenía la costumbre de retirar a sus muertos y heridos de los campos de batalla para evitar desanimar a sus hombres.
Baralt coincide con Mosquera sobre el número de revolucionarios caídos, incluyendo 4 oficiales muertos y 20 heridos, pero sube las pérdidas monárquicas a 800 o 1000 muertos y heridos. Montenegro Colón sostiene que los realistas dejaron 800 cadáveres en el campo de batalla, mientras que los republicanos solamente 200, incluyendo 2 oficiales, y 20 heridos de diferentes graduaciones. Mitre y Restrepo hablan de 500 vencidos y 200 vencedores que perdieron sus vidas en la batalla. Esteves González afirma que los perdedores padecieron 600 muertos, 300 prisioneros, 1300 caballos y muchas armas y pertrechos. Encina da una cifra mucho más alta, entre 800 y 1000 realistas muertos.

### Valencia
Mariño perdió más caballos en la marcha a La Victoria por fatiga que en la batalla, también sufrió numerosas deserciones porque lo acusaron de pusilánime. Finalmente, llegó a San Carlos después de días de marcha pero con sólo 2000 hombres (1000 infantes y 800 jinetes), después de vivir numerosas deserciones.
El 30 de marzo Bolívar sabía de la ausencia de Boves en los alrededores, pero se negó a perseguirlo por temor que fuera una trampa para hacerlo salir de la fortificación, solo cambió de opinión cuando se aseguró que no era una trampa. En el amanecer del 31 Bolívar salió con su ejército de San Mateo para atacar a Boves en Magdaleno pero sus hombres estaban agotados y con la artillería que llevaba iba muy lento, así que Boves lo evitó y llegó a Güigüe. A las 7:00 del 1 de abril, le llegó la noticia de la batalla en Bocachica y por dónde huyó Boves, así que ordenó al mayor general Tomás Montilla, perseguirlo con una columna. El mayor le dio alcance al llanero en Magdalena, donde los realistas intentaron atrincherarse pero fueron desalojados y perseguidos hasta la cuesta de Lluma (o Yuma), donde también son vencidos. Boves se había retirado de Bocachica con 2000 seguidores, pero perdió 500 hombres, seis cajas de pertrechos, un cañón de a 6 libras, 7 cajas militares, 2200 caballos y numerosas cargas, equipajes y fusiles en Magdalena, Güigue y Lluma. Boves siguió hasta Guaica, donde Montilla de nuevo lo venció y sufrió el fuego de navíos del Lago de Valencia, dejando muchos muertos, 300 prisioneros, 1000 caballos, armas y botín hasta llegar el 2 a Valencia; las fuerzas republicanas no ejecutaron a ningún prisionero. También se habrían liberado a 1400 mujeres, niños y ancianos que eran obligados a conducir el tren de equipaje realista, siendo lanceados cuando desfallecían por hambre o cansancio.
Bolívar, ahora libre, salió a ayudar a Urdaneta. Boves llegó a Valencia el 2 de abril con 300 a 400 infantes y 1100 jinetes para dar aviso de la proximidad de Bolívar y Mariño. Decidió quedarse un día más y ayudar a organizar una columna de 600 hombres a cargo de La Calzada y el coronel Ramón Correa para apoyar un asalto final que se produjo ese día, gracias a que los desertores republicanos permitieron la entrada de los monárquicos en la ciudad. Sin embargo, La Calzada desconfió de esos desertores y jamás se hizo el ataque y como Ceballos temía encontrarse con Bolívar y Mariño a la vez, ordenó la retirada a las 03:00 horas del 3 de abril a Tocuyito. Al llegar ahí permitió a 1100 llaneros marcharse a Calabozo para que se unieran a Boves, era eso o que desertaran. Entre tanto, Boves se dirigió a Guadarrama y Pao a reclutar hombres y reunir los dispersos de Bocachica. En la tarde del 5 de abril, Bolívar entró en Valencia mientras Ceballos seguía la retirada a San Carlos y Boves a Calabozo.

### Postrimerías
Entre tanto, de Caracas Bolívar trajo 2000 reclutas adultos y juveniles hacia Valencia. Después viajó a La Victoria, donde se entrevistó con Mariño. El oriental no cuestionó el mando de Bolívar pero insistió en seguir teniendo el mando autónomo de sus fuerzas, lo que si aceptó fue que Urdaneta se volviera su jefe de Estado Mayor. Finalmente, ambos ejércitos se unirían para lograr la gran victoria de Carabobo, que pudo ser decisiva, pero en vez de marchar con todo su ejército contra Boves, Bolívar decidió dividirlo.
Boves, vencido, se retiró a los Llanos, que parecía disponer de unas reservas humanas inagotables. Dicho territorio intransitable para sus enemigos, pero donde su ejército podía subsistir gracias a su conocimiento del terreno y sus recursos como del apoyo de la población. Ahí preparó un nuevo ejército que lucharía en la Segunda Batalla de La Puerta.

### Estudios de la época
- Baralt, Rafael María; Ramón Díaz (1841). Resumen de la historia de Venezuela, desde el año 1797 hasta el de 1830 I. París: Imprenta de H. Fournier y Cía.
- Blanco, José Félix; Ramón Azpurúa (1876a). Documentos para la historia de la vida pública del libertador de Colombia, Perú y Bolivia: Puestos por orden cronológico, y con adiciones y notas que la ilustran IV. Caracas: Imprenta La Opinión Nacional.
- Blanco, José Félix; Ramón Azpurúa (1876b). Documentos para la historia de la vida pública del libertador de Colombia, Perú y Bolivia: Puestos por orden cronológico, y con adiciones y notas que la ilustran V. Caracas: Imprenta La Opinión Nacional.
- Blanco, José Félix (1960). Bosquejo histórico de la Revolución de Venezuela. Caracas: Academia Nacional de la Historia.
- Bolívar, Simón (1985). Doctrina del Libertador. Caracas: Fundación Biblioteca Ayacucho. Prólogo Augusto Mijares; compilación, notas y cronología Manuel Pérez Vila. Compilación de escritos del Bolívar.
- De Austria, José (1855). Bosquejo de la historia militar de Venezuela en la guerra de su Independencia I. Caracas: Imprenta y Librería de Carreño Hermanos.
- De Cajigal, Juan Manuel (1960). Memorias sobre la Revolución de Venezuela. Caracas: Ministerio de Justicia.
- De Mosquera, Tomás Cipriano (2017). Memoria sobre la vida del general Simón Bolívar: Libertador de la Gran Colombia, Perú y Bolivia I. Bogotá: Luis Villamarin & LAVP. ISBN 9781542775151.
- Díaz, José Domingo (1829). Recuerdos sobre la rebelión de Caracas. Madrid: Imprenta de León de Amarita.
- Duarte Level, Lino (1917). Cuadros de la historia militar y civil de Venezuela: desde el descubrimiento y conquista de Guayana hasta la batalla de Carabobo. Madrid: Editorial América.
- Galindo, Aníbal (1888). Las batallas decisivas de la libertad. París: Librería de Garnier hermanos.
- González Chávez, Nicolás (1879). Estudio cronológico de la guerra de la independencia de la antigua Colombia: Primera parte: Hechos militares. Tomo I. París: A. Lahure.
- Larrazábal, Felipe (1865). Correspondencia general del libertador Simón Bolívar I. Nueva York: Eduardo O. Jenkins.
- Larrazábal, Felipe (1883). La vida y correspondencia general del libertador Simón Bolívar: enriquecida con la inserción de los manifiestos, mensages, exposiciones, proclamas, &. &. Pub. por el héroe colombiano desde 1810 hasta 1830 I. Nueva York: A. Cassard.
- Mendoza, Cristóbal L. (1969). Escritos del Libertador: Documentos N° 562-924 (1° enero-7 septiembre 1814) VI. Caracas: Sociedad Bolivariana de Venezuela.
- Mitre, Bartolomé (1890). Historia de San Martín y de la emancipación sud-americana III. Buenos Aires: Félix Lajouane.
- Montenegro Colón, Feliciano (1837). Geografía general para el uso de la juventud de Venezuela IV. Caracas: Imprenta de Damiron y Dupouy.
- O'Leary, Daniel Florencio (1883). Memorias del general O'Leary I. Caracas: Imprenta de El Monitor.
- Restrepo, José Manuel (1858). Historia de la Revolución de la República de Colombia en la América Meridional II. Besanzón: José Jacquin.
- Rivas Vicuña, Francisco (1921). Las guerras de Bolívar. Primera Guerra, 1812-1814. Formación del alma venezolana. Caracas: Editorial Victoria, Manrique y Ramírez Ángel.
- Torrente, Mariano (1830). Historia de la revolución hispano-americana II. Madrid: Imprenta de León de Amarita.
- Urdaneta, Rafael (1888). Memorias del general Rafael Urdaneta. Caracas: Imprenta litografía del gobierno nacional. Compilación y notas de Amenodoro Urdaneta & Nephtalí Urdaneta.

### Moderna
- Barletta Villarán, Roberto (2011). Breve historia de Simón Bolívar. Madrid: Nowtilus. ISBN 978-84-9967-241-0.
- Cabrera Hanna, Santiago; Almanza, Ángel Rafael (2021). Vecinos, ciudadanos, diputados y municipios en los albores de Colombia. De las juntas de Caracas y Quito al Congreso de la Villa del Rosario, 1810-1821. Bogotá: Academia Colombiana de Historia. ISBN 9789585154414.
- Carrera Damas, Germán (1979).  Antonieta Camacho, ed. Materiales para el estudio de la cuestión agraria en Venezuela (1810-1865): mano de obra, legislación y administración I. Caracas: Universidad Central de Venezuela.
- Encina, Francisco Antonio (1961). Bolívar y la independencia de la América española: Independencia de Nueva Granada y Venezuela (parte 1) III. Santiago: Nascimiento.
- Esteves González, Édgar (2004). Batallas de Venezuela, 1810-1824. Caracas: El Nacional. ISBN 978-980-388-074-3.
- Fagúndez, Carlos; Carmen Marcano de Fagúndez (2006). Simón Bolívar: año tras año: 1783-1830. Caracas: Total Print. ISBN 9801213515.
- Fuentes-Figueroa Rodríguez, Julián (2003). La Segunda República de Venezuela (1812-1814). Caracas: Ediciones de la Presidencia de la República. ISBN 9789800303306.
- Lecuna, Vicente (1924). Documentos referentes a la creación de Bolivia: Resumen de las guerras de Bolívar. Liberación del Alto Perú. Fundación de Bolivia I. Litografía del comercio.
- Lecuna, Vicente (1950). Crónica razonada de las guerras de Bolívar: formada sobre documentos, sin utilizar consejas ni versiones impropias. Conclusiones de acuerdo con hechos probados, y la naturaleza de las cosas I. Caracas: colonial Press.
- Lecuna, Vicente (1955). Bolívar y el arte militar formada sobre documentos: sin utilizar consejas ni versiones impropias; conclusiones de acuerdo con hechos probados, y la naturaleza de las cosas. Nueva York: Colonial Press.
- Liévano Aguirre, Indalecio (2015). Los grandes conflictos sociales y económicos de nuestra historia II. Bogotá: Tercer Mundo Editores. ISBN 9781507851531.
- López Contreras, Eleazar (2021). Bolívar, conductor de tropas (Luis Villamarín edición). Bogotá: Fundación Imprenta de la Cultura. ISBN 978-980-7301-72-5.
- Lynch, John (2006). Simón Bolívar: A life (en inglés). Londres: Yale University Press. ISBN 978-0-300-12604-4.
- Márquez, Walter Enrique (2005). La nación en armas: Venezuela y la defensa de su soberanía, 1810-1812. Caracas: Consejo Nacional de Cultura del Ministerio de Cultura. ISBN 9789806964327.
- Moya Salazar, Oswaldo (2008). Siguiendo los pasos de Santiago Mariño: el libertador de Oriente: (cronología). Caracas: Ediciones CO-BO. ISBN 9789802627554.
- Núñez Jiménez, Antonio (1994). Un Mundo Aparte: Aproximación a la Historia de América Latina y el Caribe. Madrid: Ediciones de la Torre. ISBN 84-7960-043-8.
- Parra Pérez, Caracciolo (1954). Mariño y la independencia de Venezuela: el Libertador de Oriente I. Madrid: Ediciones Cultura Hispánica.
- Parra Pérez, Caracciolo; Cristóbal L. Mendoza (1992). Historia de la Primera República de Venezuela. Caracas: Fundación Biblioteca Ayacucho. ISBN 978-9-80276-192-0.
- Pérez Tenreiro, Tomás (1969). José Tomás Boves: primera lanza del rey. Caracas: Ministerio de Defensa.
- Pérez Tenreiro, Tomás (1991). Para elogio y memoria. Caracas: Academia Nacional de la Historia. ISBN 9789802226177.
- Rourke, Thomas (1942). Bolívar, el hombre de la gloria. Buenos Aires: Claridad.
- Slatta, Richard W.; Jane Lucas De Grummond (2003). Simón Bolívar's Quest for Glory (en inglés). College Station: Texas A&M University Press. ISBN 978-1-58544-239-3.
- Thibaud, Clément (2003). Repúblicas en armas: los ejércitos bolivarianos en la Guerra de Independencia en Colombia y Venezuela. Lima: Instituto Francés de Estudios Andinos. ISBN 9789584206145.
- Uslar Pietri, Juan (1962). Historia de la rebelión popular de 1814. Caracas: EDIME.
- Valdivieso Montaño (1990). José Tomás Boves: paladín hispano, el más recio batallador realista durante la guerra a muerte: Venezuela, 1812-1814. Gijón: Grupo Editorial Asturiano. ISBN 9788440472618.
- Vargas, Francisco Alejandro (1981). La Batalla de Aragua de Barcelona: antecedentes y consecuencias. Caracas: Amazonas Artes Gráficas. Prólogo del Dr. Pedro Penzini Hernández.
- Vergara y Velasco, Francisco Javier (1910). En 1910: Homenaje a los soldados de 1810. Páginas militares de la guerra de independencia; las batallas y los jefes de la magna guerra; la guerra á muerte - los héroes de Boyacá. Bogotá: Imprenta eléctrica.

- Datos: Q5722232